# Park Il-kap
Park Il-kap (21 de março de 1926 - 11 de setembro de 1987) foi um futebolista sul-coreano que atuava como atacante.

## Carreira
Park Il-kap fez parte do elenco da Seleção Sul-Coreana de Futebol, na Copa do Mundo de 1954.